# Mas Sallent (Olost)
Mas Sallent és una masia d'Olost (Lluçanès) inclosa a l'Inventari del Patrimoni Arquitectònic de Catalunya.

## Descripció
Edifici de planta rectangular orientat a migdia amb teulada a dues vessants. L'edifici originari era de planta quadrada i s'hi van realitzar després successives ampliacions a sengles costats. A la façana principal hi ha un portal adovellat i finestres allindades una de les quals té la data 1721 inscrita. A l'interior del corral hi ha un portal datat del 1638 i que constitueix la part més antiga de la casa. A la part del darrere hi ha una galeria, on anteriorment hi havia una eixida, amb arcades cegades, s'hi conserva un pou interior a l'altura del primer pis.

## Història
Sallent pagava cens al batlle de Pelaroger segons consta en el capbreu dels béns del monestir fet l'any 1434.